# Parotidită epidemică
Parotidita epidemică (cunoscută și ca oreion sau infecție urliană) este o boală transmisibilă virală acută, care se manifestă prin febră, inflamarea și tumefierea glandelor parotide. Agentul etiologic este virusul urlian, un paramixovirus ARN cu dimensiuni de 150-200 milimicroni. Provoacă boala numai la om și experimental la maimuță. Se cultivă pe ou embrionat și culturi de țesuturi. Modul de transmitere este prin contact cu bolnavul (picăturile Flügge) și excepțional prin obiecte recent contaminate. Boala se poate preveni prin vaccinare cu vaccinul anti-oreion dezvoltat în anii '60.
Virusul urlian este sensibil la căldură (la 55°C se inactivează în 20'). Razele ultraviolete îl distrug la 4°C. Timp de 20' sub acțiunea formolului 0,25 %, virusul se inactivează fără a pierde puterea antigenică. Rezistă în picăturile de salivă răspândite de bolnav până la uscare.

## Definiție și simptome
Oreionul, cunoscut și ca parotidă epidemică, este o boală virală cauzată de virusul oreionului. Semnele și simptomele inițiale includ adesea febră, durere musculară, dureri de cap, și senzație de oboseală. Acestea sunt urmate de umflarea dureroasă a glandelor parotide, două glande salivare situate pe părțile laterale ale gurii în fața urechilor. Simptomele încep în mod obișnuit la 16 până la 18 zile după expunere și se rezolvă după 7 până la 10 zile. Simptomele la adulți sunt adesea mai severe decât la copii. Aproximativ o treime dintre oameni prezintă simptome ușoare sau nu prezintă deloc simptome.
Complicațiile pot include infecții ale encefalită, meningită aseptică, surzenie permanentă, miocardită, pancreatită, nefrită, ooforită și mastită. Persoanele de sex masculin pot dezvolta o inflamare dureroasă a testiculelor care, mai puțin frecvent, conduce la infertilitate, iar persoanele de sex feminin pot dezvolta inflamarea ovarelor, dar acest lucru nu pare să crească riscul de infertilitate. Meningita poate apărea la un sfert din pacienți.

## Cauze și diagnostic
Oreionul este extrem de contagios și se răspândește rapid în rândul persoanelor care locuiesc în comunități închise. Virusul se transmite prin picături de secreții respiratorii sau prin contactul direct cu o persoană infectată. Doar oamenii contractă și răspândesc boala. Oamenii pot infecta alte persoane începând cu câteva zile înainte de începerea simptomelor până la patru zile după. După infectare, o persoană este de obicei imună pentru restul vieții. Reinfectarea este posibilă, dar tinde să fie ușoară. Diagnosticul este de obicei suspectat ca urmare a inflamației parotide și poate fi confirmat prin izolarea virusului pe un exudat din canalul parotidian. Testarea anticorpilor în sânge este simplă și poate fi utilă; cu toate acestea, poate da rezultate fals pozitive la cei care au fost imunizați.

## Prevenire, tratament și prognoză
Oreionul poate fi prevenit prin injectarea a două doze de vaccin anti-oreion. Cea mai mare parte a lumii dezvoltate îl include în programe de imunizare, adesea în combinație cu vaccinul antirujeolic și vaccinul anti-rubeolic. În țările cu rate scăzute de imunizare se poate observa o creștere a numărului de cazuri în rândul grupurilor de vârstă mai înaintată și, prin urmare, rezultate mai grave. Nu există un tratament specific. Eforturile implică un control al simptomelor cu medicamente împotriva durerii cum ar fi paracetamolul. Imunoglobulina administrată intravenos poate fi utilă în anumite complicații. Spitalizarea poate fi necesară dacă se dezvoltă meningită sau pancreatită. Aproape una din zece mii de persoane infectate decedează.

## Epidemiologie
Fără imunizare, aproximativ 0,1% până la 1% din populație este afectată anual. Vaccinarea pe scară largă a determinat o scădere cu mai mult de 90% a ratelor de boală. Oreionul se manifestă mai adesea în țările în curs de dezvoltare, unde vaccinarea este mai puțin frecventă. Înainte de introducerea unui vaccin, oreionul era o boală obișnuită a copilăriei în întreaga lume,  cu focare mai mari ale bolii manifestându-se în mod tipic la fiecare doi până la cinci ani. Copiii cu vârste cuprinse între cinci și nouă ani au fost afectați cel mai frecvent. Dintre populația imunizată, persoanele afectate cel mai des au vârsta de aproximativ 20 de ani. În jurul ecuatorului se manifestă adesea pe tot parcursul anului, în timp ce în regiunile mai nordice și sudice ale lumii este mai des întâlnit iarna și primăvara. Inflamarea dureroasă a glandelor parotide și a testiculelor a fost descrisă de Hipocrat în secolul al V-lea î.Hr.

## Istorie
Oreionul a fost menționat prima oară in literatura medicală chineză în 640 î.e.n. Medicul grec Hipocrate a scris despre o epidemie pe insula Thasos în 410 î.e.n. și a descris boala în prima carte a Corpus Hipocratic. Boala a fost descrisă în mod științific în 1790 de medicul britanic Robert Hamilton în Transactions of the Royal Society of Edinburgh.